# Cestovní ruch v Paříži

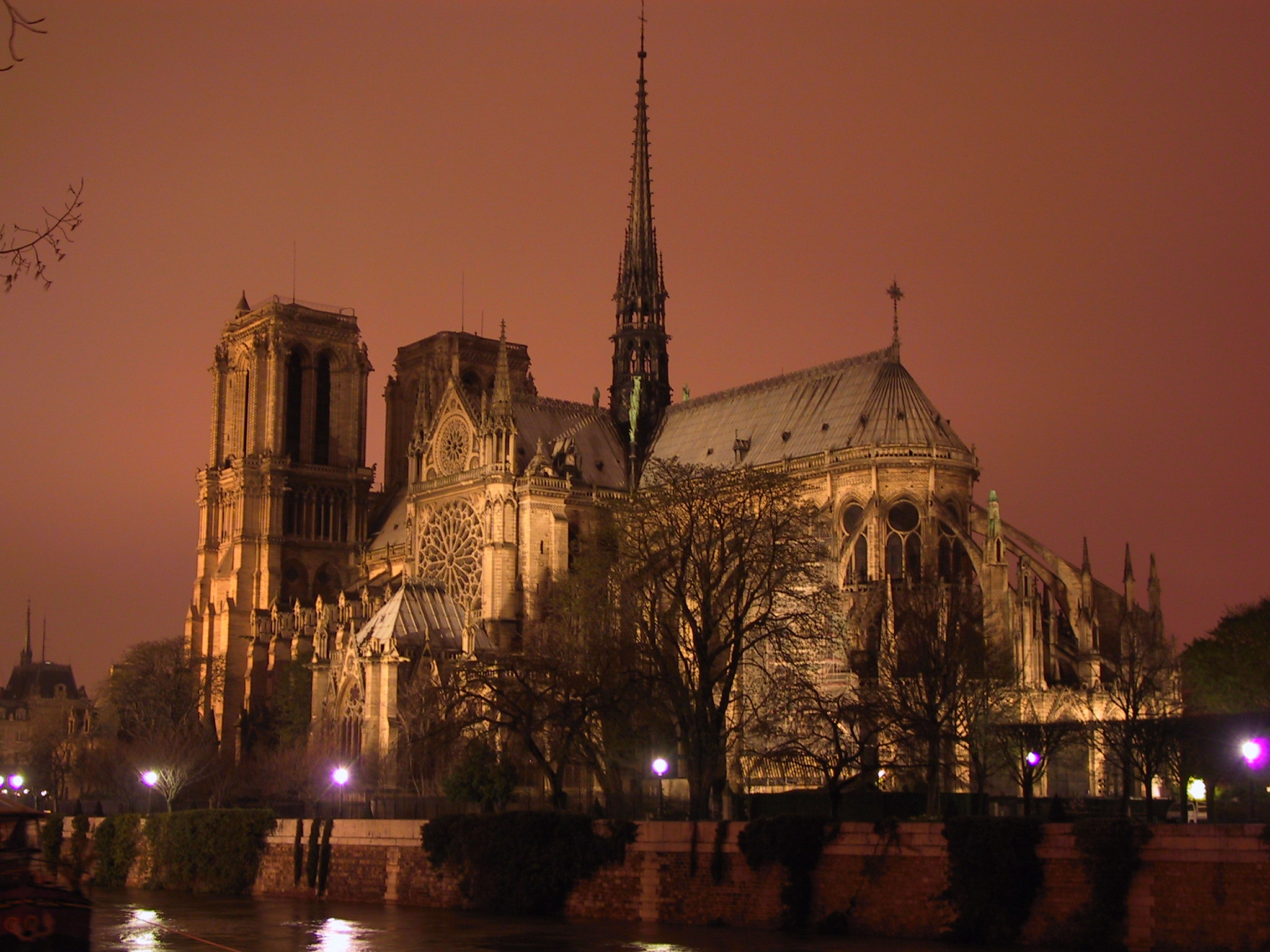
Nejnavštěvovanější památka ve městě: katedrála Notre-Dame

Cestovní ruch v Paříži je významnou součástí ekonomiky města, které patří díky své velmi rozmanité a obsáhlé turistické nabídce. V roce 2017 Paříž navštívilo 23 miliónů turistů (nárůst o 12 %, oproti roku 2016). Nejvíce turistů pocházelo z USA, Japonska a z Číny. Z Evropy nejvíce turistů přijíždí z Německa a Velké Británie. Paříž se tak každoročně pyšní prvenstvím, nejnavštěvovanějších měst na světě.

## Ekonomické dopady
Cestovní ruch má významnou pozici v ekonomice Paříže. V roce 2007 představovalo toto ekonomické odvětví 12,5 % pracovních míst v hlavním městě, což znamená 156 250 osob (z toho připadá 36 040 zaměstnanců v ubytovacích zařízeních, 87 529 v restauracích, 19 216 v dopravě a 13 465 v dalších službách. Bylo zde 15 100 podniků zaměřených na turismus (2 000 ubytovacích zařízení, 10 669 restaurací, 1520 v dopravě a 911 ostatních služeb). Turisté tvoří 50 % návštěvníků muzea, 8 % tržeb dopravních podniků a 10–50 % nákupů v obchodech. Více než 60 % z 16 miliónů cestujících, kteří se ročně ubytují v Paříži, tvoří 9,7 miliónu cizinců. Turistika zajišťuje každoročně příjem osmi miliard € do zdejší ekonomiky, což představuje 30 miliónů daňových příjmů pro obec.

## Návštěvnost památek
| \| Pořadí / Název \| Pořadí / Název \| 2006 \| 2007 \| \| -------------- \| ------------------------------------------- \| ---------- \| ---------- \| \| 1 \| Katedrála Notre-Dame \| 13 650 000 \| 13 650 000 \| \| 2 \| Bazilika Sacré-Cœur \| 10 500 000 \| 10 500 000 \| \| 3 \| Musée Louvre \| 8 348 000 \| 8 260 000 \| \| 4 \| Eiffelova věž \| 6 695 131 \| 6 797 409 \| \| 5 \| Centre Georges Pompidou \| 5 133 506 \| 5 509 425 \| \| 7 \| Musée d'Orsay \| 3 009 203 \| 3 166 509 \| \| 6 \| Cité des sciences et de l'industrie \| 3 055 000 \| 3 030 628 \| \| 8 \| Kaple Notre-Dame-de-la-Médaille-miraculeuse \| 2 000 \| 2 000 \| \| 9 \| Vítězný oblouk \| 1 330 738 \| 1 543 295 \| \| 10 \| Musée du quai Branly \| 952 770 \| 1 379 623 \| \| 11 \| Muséum national d'histoire naturelle \| 1 344 \| 1 372 804 \| \| 12 \| Invalidovna \| 1 130 841 \| 1 188 728 \| \| 13 \| Sainte Chapelle \| 833 392 \| 866 982 \| \| 14 \| Musée Grévin \| 682 000 \| 762 000 \| \| 15 \| Institut du monde arabe \| 822 285 \| 724 805 \| \| 16 \| Musée Rodin \| 621 513 \| 700 001 \| \| 17 \| Musée de l'Orangerie \| 447 093 \| 598 762 \| \| 18 \| Petit Palais \| 787 418 \| 576 339 \| \| 19 \| Tour Montparnasse \| 458 000 \| 554 372 \| \| 20 \| Pantéon \| 454 999 \| 507 452 \| \| \| \| \| \| | Portál katedrály Notre-Dame Kupole Sainte Chapelle    |            |            |
| \| Pořadí / Název \| Pořadí / Název \| 2006 \| 2007 \| \| -------------- \| ------------------------------------------- \| ---------- \| ---------- \| \| 1 \| Katedrála Notre-Dame \| 13 650 000 \| 13 650 000 \| \| 2 \| Bazilika Sacré-Cœur \| 10 500 000 \| 10 500 000 \| \| 3 \| Musée Louvre \| 8 348 000 \| 8 260 000 \| \| 4 \| Eiffelova věž \| 6 695 131 \| 6 797 409 \| \| 5 \| Centre Georges Pompidou \| 5 133 506 \| 5 509 425 \| \| 7 \| Musée d'Orsay \| 3 009 203 \| 3 166 509 \| \| 6 \| Cité des sciences et de l'industrie \| 3 055 000 \| 3 030 628 \| \| 8 \| Kaple Notre-Dame-de-la-Médaille-miraculeuse \| 2 000 \| 2 000 \| \| 9 \| Vítězný oblouk \| 1 330 738 \| 1 543 295 \| \| 10 \| Musée du quai Branly \| 952 770 \| 1 379 623 \| \| 11 \| Muséum national d'histoire naturelle \| 1 344 \| 1 372 804 \| \| 12 \| Invalidovna \| 1 130 841 \| 1 188 728 \| \| 13 \| Sainte Chapelle \| 833 392 \| 866 982 \| \| 14 \| Musée Grévin \| 682 000 \| 762 000 \| \| 15 \| Institut du monde arabe \| 822 285 \| 724 805 \| \| 16 \| Musée Rodin \| 621 513 \| 700 001 \| \| 17 \| Musée de l'Orangerie \| 447 093 \| 598 762 \| \| 18 \| Petit Palais \| 787 418 \| 576 339 \| \| 19 \| Tour Montparnasse \| 458 000 \| 554 372 \| \| 20 \| Pantéon \| 454 999 \| 507 452 \| \| \| \| \| \| | Zdroj: Le tourisme à Paris. Chiffres clés 2008, s. 24 |            |            |
| Pořadí / Název | Pořadí / Název                                        | 2006       | 2007       |
| 1 | Katedrála Notre-Dame                                  | 13 650 000 | 13 650 000 |
| 2 | Bazilika Sacré-Cœur                                   | 10 500 000 | 10 500 000 |
| 3 | Musée Louvre                                          | 8 348 000  | 8 260 000  |
| 4 | Eiffelova věž                                         | 6 695 131  | 6 797 409  |
| 5 | Centre Georges Pompidou                               | 5 133 506  | 5 509 425  |
| 7 | Musée d'Orsay                                         | 3 009 203  | 3 166 509  |
| 6 | Cité des sciences et de l'industrie                   | 3 055 000  | 3 030 628  |
| 8 | Kaple Notre-Dame-de-la-Médaille-miraculeuse           | 2 000      | 2 000      |
| 9 | Vítězný oblouk                                        | 1 330 738  | 1 543 295  |
| 10 | Musée du quai Branly                                  | 952 770    | 1 379 623  |
| 11 | Muséum national d'histoire naturelle                  | 1 344      | 1 372 804  |
| 12 | Invalidovna                                           | 1 130 841  | 1 188 728  |
| 13 | Sainte Chapelle                                       | 833 392    | 866 982    |
| 14 | Musée Grévin                                          | 682 000    | 762 000    |
| 15 | Institut du monde arabe                               | 822 285    | 724 805    |
| 16 | Musée Rodin                                           | 621 513    | 700 001    |
| 17 | Musée de l'Orangerie                                  | 447 093    | 598 762    |
| 18 | Petit Palais                                          | 787 418    | 576 339    |
| 19 | Tour Montparnasse                                     | 458 000    | 554 372    |
| 20 | Pantéon                                               | 454 999    | 507 452    |
| |                                                       |            |            |

V roce 2006 padesát nejnavštěvovanějších kulturních památek ve městě zaznamenalo 69,1 miliónu návštěv, což je nárůst o 11,3 % oproti roku 2005. V čele návštěvnosti stojí katedrála Notre-Dame s přibližně 13,5 milióny návštěvníků ročně, což z ní činí zdaleka nejnavštěvovanější historickou památku ve Francii. Baziliku Sacré-Cœur na Montmartru navštívilo v tomto roce 10,5 miliónu návštěvníků, Louvre 8,3 miliónu, což potvrzuje jeho pozici nejnavštěvovanějšího muzea na světě, Eiffelovu věž 6,7 miliónu a Centre Georges Pompidou 5,1 miliónu turistů. Cité des sciences et de l'industrie a rovněž Musée d'Orsay měly tři milióny ročních návštěvníků.

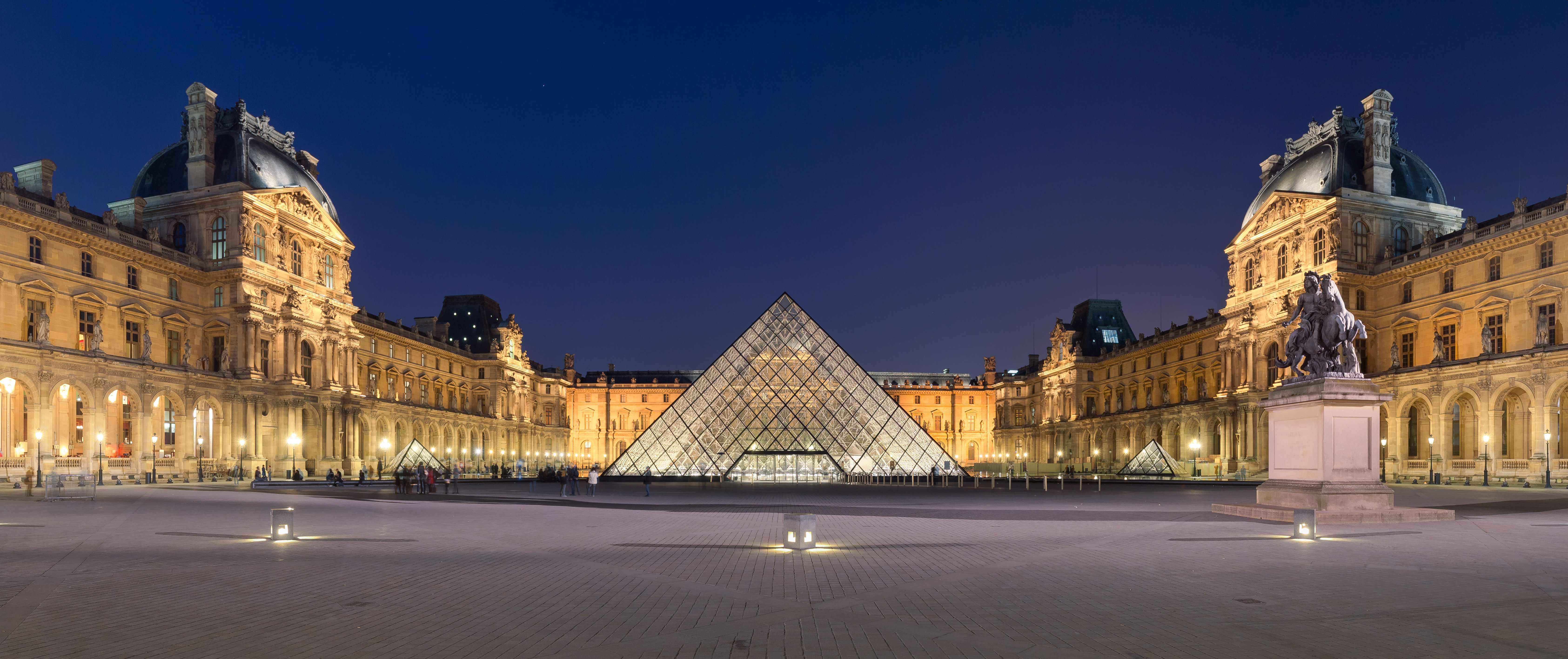
Louvre: nejnavštěvovanější muzeum světa

Velkou návštěvnost vykazuje i nepříliš známá kaple Notre-Dame-de-la-Médaille-miraculeuse, která díky tomu, že se jedná o poutní místo, vykazuje za rok dva milióny návštěvníků, což ji řadí na osmé místo v nejnavštěvovanějších památkách v hlavním městě, více než kolik dosahují Přírodní historické muzeum, Vítězný oblouk nebo Invalidovna.

## Hotely v Paříži
Hotely v Paříži a regionu Île-de-France představují téměř čtvrtinu všech francouzských hotelů. V roce 2007 bylo v Paříži 1465 hotelů, 66 turistických bytových hotelů, 31 ubytoven pro mládež (bez vysokoškolských kolejí a kampusů) a jeden kemp o celkovém počtu 171 600 postelí. Dvě třetiny podniků má dvě nebo tři hvězdy, 19,4 % jsou klasifikovány jako čtyřhvězdičkové. 61 % hotelů se nachází přímo v Paříži, 16 % na vnitřních předměstích a 23 % na vnějších předměstích. Obchodní a kongresová turistika představuje 44 % nocí, což má zvláště důležitý ekonomický dopad, neboť denní výdaje těchto návštěvníků jsou výrazně vyšší u běžné rekreační turistiky.

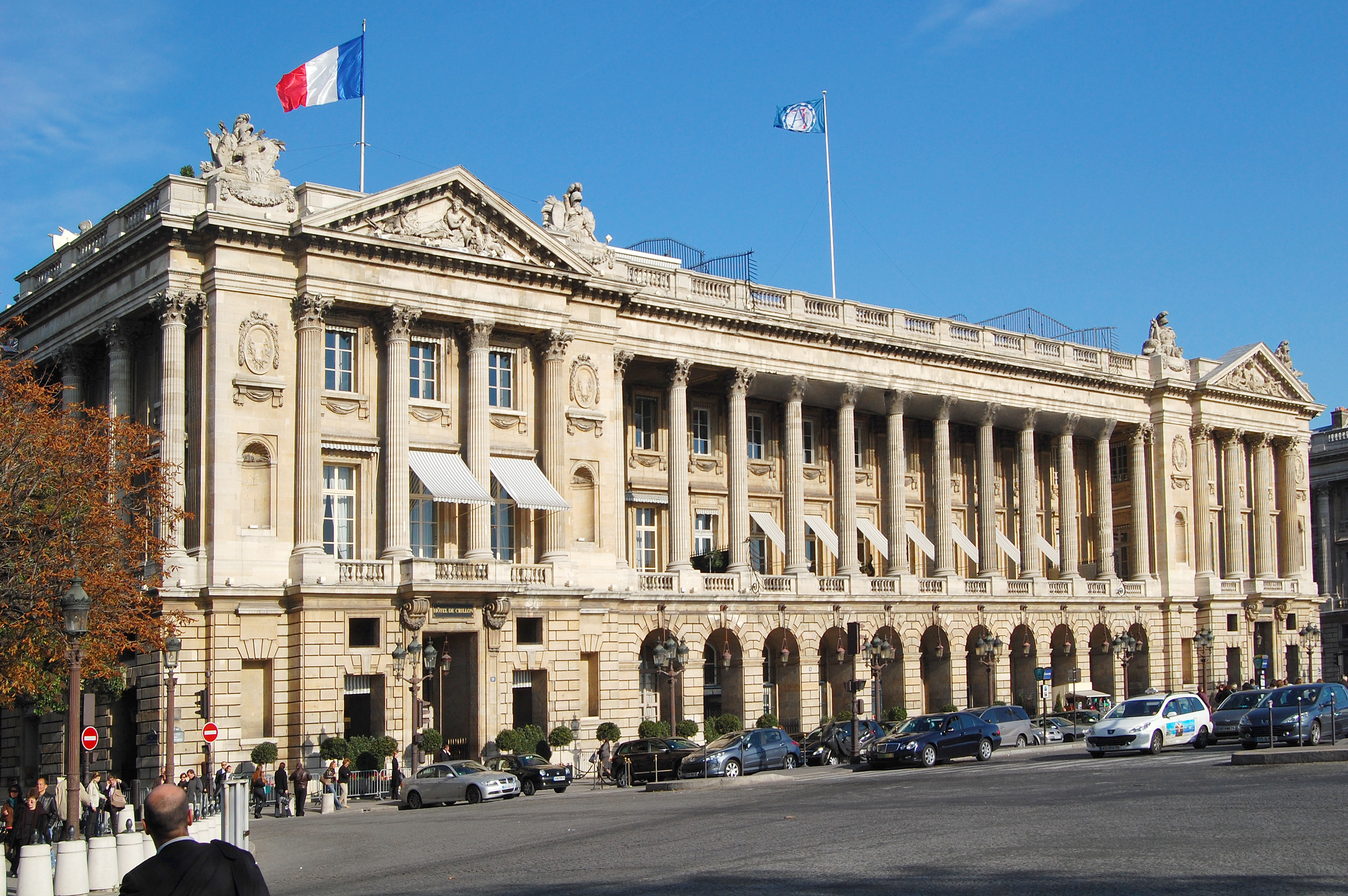
Luxusní hotel Crillon na Place de la Concorde

Průměrná obsazenost hotelů činila v roce 2005 71,3 %, což Paříž řadí na druhé místo v Evropě (za Barcelonu se 79 %) a výrazně převyšuje francouzský průměr 59 %. Obsazenost je vyšší během týdne než o víkendu a svého minima (asi 60 %) dosahuje během měsíce ledna a srpna a maxima (okolo 80 %) v průběhu měsíců června, září a října, kdy se kombinují obchodní cestovní ruch a běžná turistika. Nicméně příliv návštěvníků mimo hotely je konstantní po celý rok s mírným vrcholem v létě, kdy přijíždějí turisté, kteří využívají jiné typy ubytování: pronájem nebo výměnu bytů, ubytování u přátel apod. Míra obsazenosti se nemění v závislosti na městských obvodech, ale klesá s rozsahem úrovně: nejlevnější kategorie jsou nejrychleji zaplněny.
Mezinárodní turistika směřuje hlavně do centra města. 67 % strávených nocí v Paříži připadá na cizince, zatímco 33 % tvoří tuzemští zákazníci. 65 % zahraničních návštěvníků dává přednost ubytování ve vnitřním městě, zatímco 41 % francouzských zákazníků se ubytuje na předměstí.
Zahraniční klientela pochází hlavně z osmi zemí, které tvoří více než dvě třetiny celkového počtu turistů. Evropské země Velká Británie, Itálie, Španělsko, Německo, Nizozemsko a Belgie celkem tvoří 42 % zahraničních klientů, následují Spojené státy se 17,7 % a poté Japonsko s 6,5 % (2008).
I když má Paříž pověst drahého města, v hotelovém průmyslu zůstává konkurenceschopná v porovnání s ostatními světovými městy. Paříž je mírně nadprůměrná v cenách dvou a tříhvězdičkových hotelů, ale zůstává nejdražší v Evropě v oblasti luxusních hotelů. Ty se nejvíce nacházejí v 8. a 9. obvodu.
Růst počtu pokojů je výrazný v regionu Île-de-France od roku 1990. Dosáhl 47 % za 15 let a přes 3000 pokojů ročně od roku 1996, což je čtyřnásobek průměrného roční nárůstu ve Francii. Nicméně toto zvýšení nabídky se týká téměř výhradně předměstí. V samotné Paříži se spíše zvyšuje úroveň jednotlivých zařízení, než že by přibývala nová. Největší nárůst zaznamenaly oblasti kolem Stade de France v Saint-Denis, Disneylandu v Marne-la-Vallée a Roissy-en-France v blízkosti Letiště Charlese de Gaulla.

## Kongresová turistika
Kongresová turistika tvoří v cestovním ruchu významný ekonomický podíl. Průměrná délka jednoho kongresu činila v roce 2008 2,5 dne s průměrnou účastí 14 národností. Z hlediska tématu vede lékařství s 56,8 % účastníků a 46,5 % všech konferencí. Následují s velkým odstupem humanitní a společenské vědy (7,9 % účastníků a 8,7 % kongresů), průmysl (5,7 % účastníků a 4,1 % kongresů) a technologie (5,4 % účastníků a 5,7 % kongresů). 67,4 % všech účastníků pocházelo ze zahraničí (v roce 2007 58 %). Celkem se uskutečnilo 863 kongresů, veletrhů, konferencí a setkání, kterých se zúčastnilo 556 903 osob.

## Regionální výbor cestovního ruchu
Regionální výbor cestovního ruchu Paříž Île-de-France je organizace, která podporuje cestovní ruch a volnočasové aktivity v regionu Île-de-France. Regionální výbor má za úkol propagovat Île de France jako turistickou destinaci na národním a mezinárodním trhu. Jeho cílem je také zprostředkovávat odborné znalosti v oblasti podpory a rozvoje cestovního ruchu pro všechny odborníky ve veřejné i soukromé sféře.